# Fjell
Fjell este o comună din provincia Hordaland, Norvegia.